# Art Students League of New York

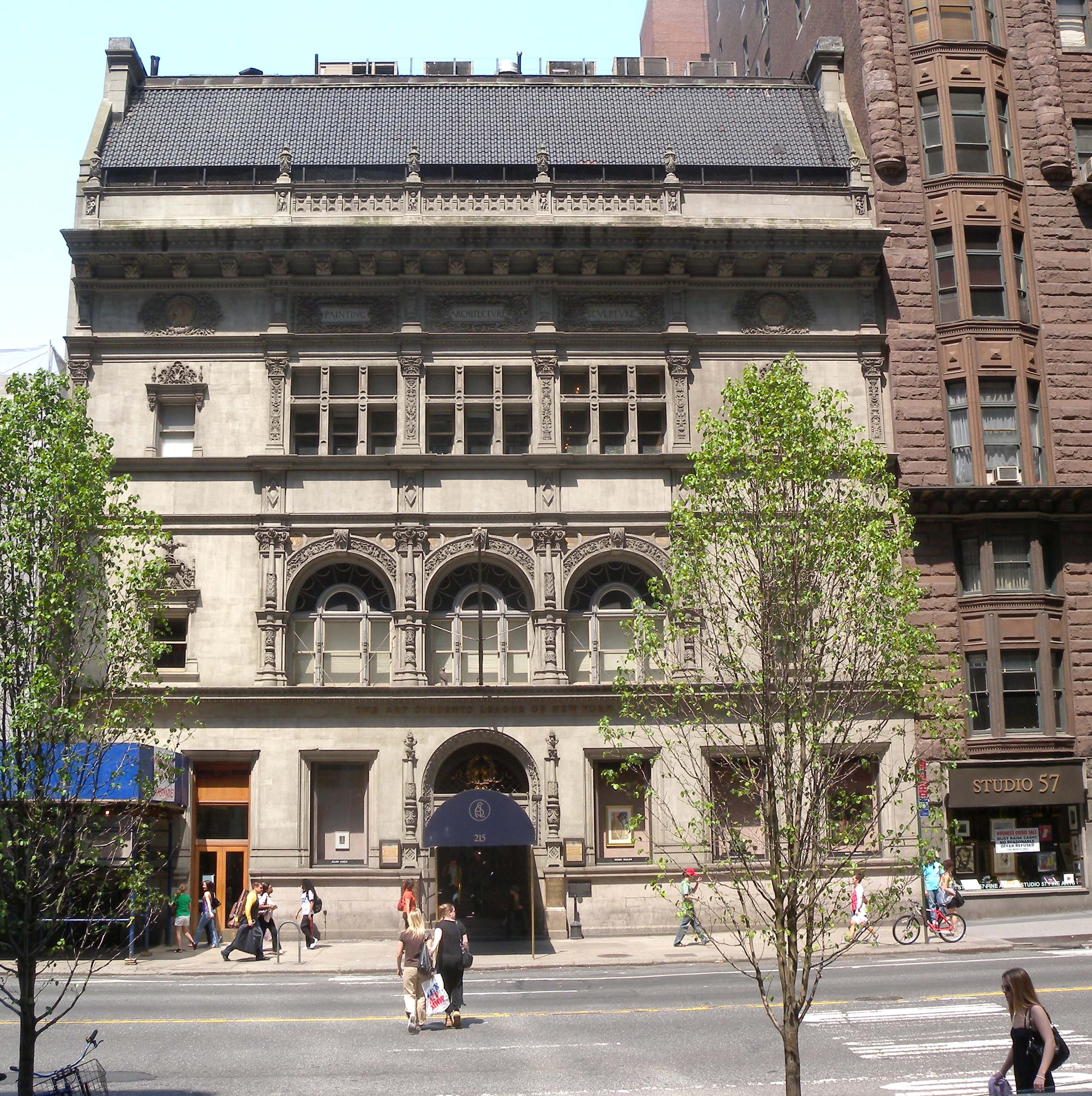
Der Sitz der Art Students League of New York in der West 57th Street

Die Art Students League of New York in Manhattan ist eine Vereinigung von Kunststudenten, die 1875 von Lemuel Wilmarth und einigen Studenten der National Academy of Design gegründet wurde und die wohl einflussreichste und bekannteste Art Students League ist. Den Gründern war das akademische Arbeiten der Kunsthochschulen zuwider, sie wollten frei und ungezwungen gemeinsam lernen und arbeiten. Der Verein ist hauptsächlich eine Bildungseinrichtung.
Der Verein residierte anfangs in der Fifth Avenue in einem kleinen Raum, bevor sie 1892 in ein großes Gebäude in der West Fifty-seventh Street umzog, wo sie bis heute ihren Sitz hat.
Dort studierten und unterrichteten viele Maler und Künstler, die zu Wegbereitern der modernen Kunst und der Pop-Art wurden.

## Lehrer
(Auswahl)
- George Wesley Bellows
- Thomas Hart Benton
- Lucian Bernhard
- Isabel Bishop
- William Merritt Chase
- José de Creeft
- Edwin Dickinson
- Burgoyne Diller
- Thomas Eakins
- George Grosz
- Robert Henri
- Hans Hofmann[2]
- Morris Kantor
- Franz Kline
- Reginald Marsh
- Knox Martin
- Robert Motherwell
- Larry Poons
- John French Sloan
- James Duncan Smith
- Theodoros Stamos
- Vaclav Vytlacil
- Ossip Zadkine
- William Zorach

## Schüler
(Auswahl)
- Travis Banton
- Saul Bass
- Louise Bourgeois
- Alexander Calder
- Paul Cadmus
- John Connell
- Harold B. Cousins
- Rheta Childe Dorr
- Helen Frankenthaler
- Frederick Carl Frieseke
- Elias Goldberg
- Michael Goldberg
- Enrique Grau
- Marion Greenwood
- Terry Haass
- Jay Hambidge
- Al Held
- John Hench
- Felix Benedict Herzog
- Itshak Holtz
- Harry Holtzman
- Birgit Hutter
- Paul Jenkins
- Donald Judd
- Tamiji Kitagawa
- Yasuo Kuniyoshi
- George Landow
- Alfred Leslie
- Roy Lichtenstein
- Knox Martin
- Donald Martiny
- Gregory Masurovsky
- Lee Miller
- Reuben Nakian
- Peter Sheaf Hersey Newell
- Louise Nevelson
- Barnett Newman
- Eleanor Norcross
- Georgia O’Keeffe
- Jackson Pollock
- Larry Poons
- Fairfield Porter
- Robert Rauschenberg
- Man Ray
- Norman Rockwell
- Mark Rothko
- James Rosenquist
- Maurice Sendak
- Tony Smith
- Robert Smithson
- Theodoros Stamos
- Anita Steckel
- Joseph Stella
- Florine Stettheimer
- Hervé Télémaque
- Paul Thek
- Cy Twombly
- Jack Tworkov
- Reva Urban
- Gertrude Vanderbilt Whitney
- Gloria Laura Vanderbilt
- Charles Vezin
- Robert Watts
- Clara Weaver Parrish

Auch viele Filmregisseure und Comic-Zeichner haben an dieser Schule gelernt, ebenso bekannte Designer, wie zum Beispiel
- Carmen D’Avino (Animator)
- Will Eisner (Comic-Autor)
- Bob Kane (Erfinder von Batman)
- Paul Rand (Designer)